# صحراء ضبابية

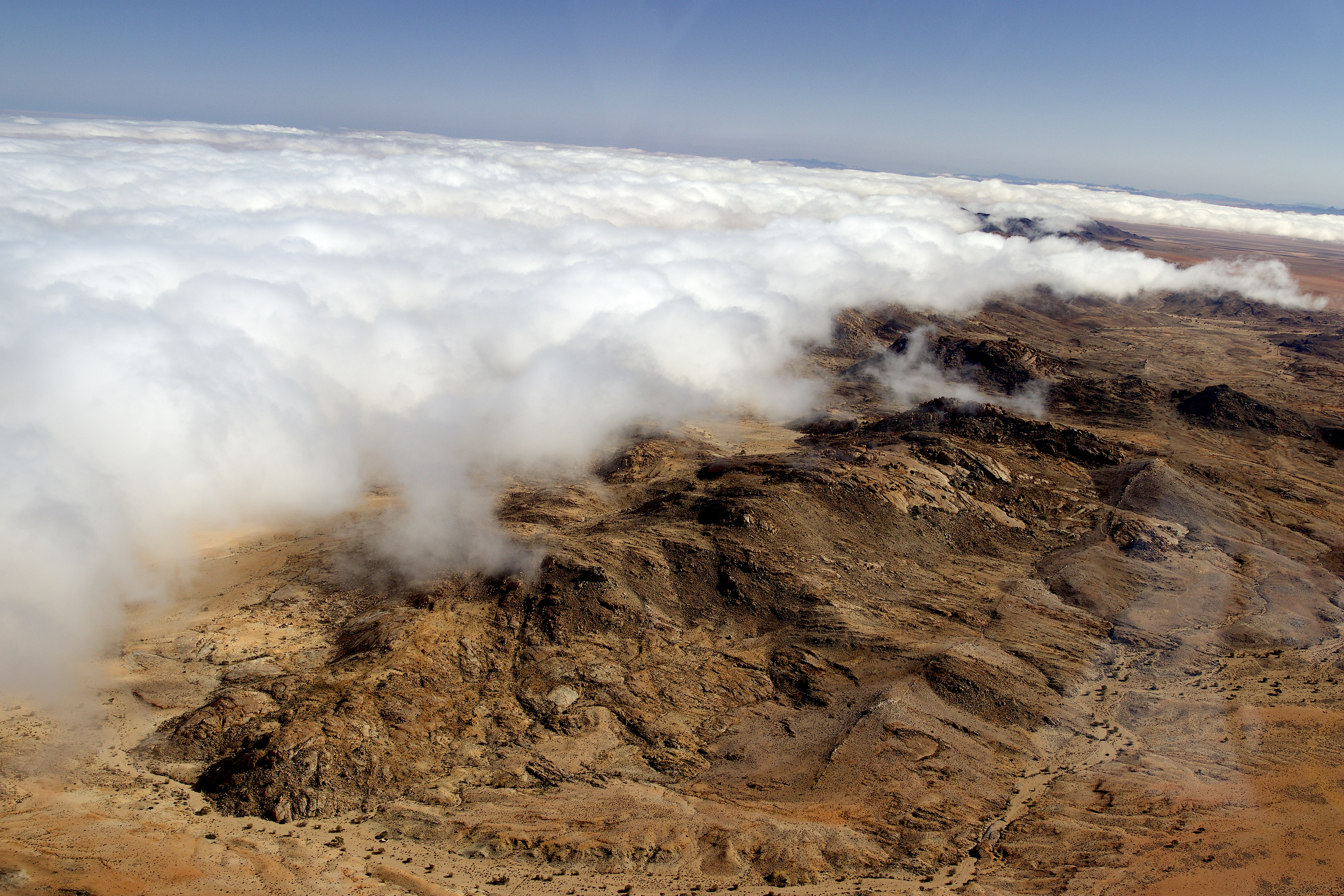
تحول الضباب من المحيط الأطلسي باتجاه 100 كم شرقًا إلى ناميب- صحراء ناميب-إلى صحراء أوس

صحراء ضبابية أو صحراء الضباب (fog desert) هي نوع من الصحراء حيث يمد قطرات الضباب غالبية الرطوبة التي تحتاجها حياةالحيوانات والنباتات .
من أمثلة الصحارى الضبابية: صحراء أتاكاما الساحلية في تشيلي وبيرو ، وصحراء باخا كاليفورنيا في المكسيك ، وصحراء ناميب في ناميبيا, the وصحراء الضباب الساحلية لشبه الجزيرة العربية,، وبيوسفير 2، وهي بيئة إيكولوجية مغلقة في أريزونا.
تستطيع صحراء أتاكاما، وهي الصحراء الأكثر جفافاً في العالم، الحفاظ على مستوى كافٍ من التنوع البيولوجي للأنواع النباتية والحيوانية بسبب وضعها كصحراء ضبابية.
تسمح التغييرات الجذرية في الارتفاع مثل سلاسل الجبال للرياح البحرية بالاستقرار في مناطق جغرافية محددة، وهو موضوع شائع في صحراء الضباب. سلسلة جبال الأنديز هي شكل الأرض الذي يقسم تشيلي والبيرو إلى مناطق داخلية وساحلية ويسمح لصحراء الضباب بالتشكل على طول ساحل المحيط الهادئ. في صحراء أتاكاما، يمكن أن تصل تغطية النبات إلى 50٪ في منطقة الضباب الوسطى بحيث لا تصل إلى أي حياة فوق خط الضباب. داخل صحراء الضباب القاحلة ذات مستويات هطول الأمطار المنخفضة، يوفر ضباب الضباب الرطوبة اللازمة للتنمية الزراعية. تتيح المقاطع المتنوعة داخل منطقة صحراوية ضبابية نمو مجموعة متنوعة من الهياكل النباتية مثل العصارة، الأنواع المتساقطة، والشجيرة الخشبية.

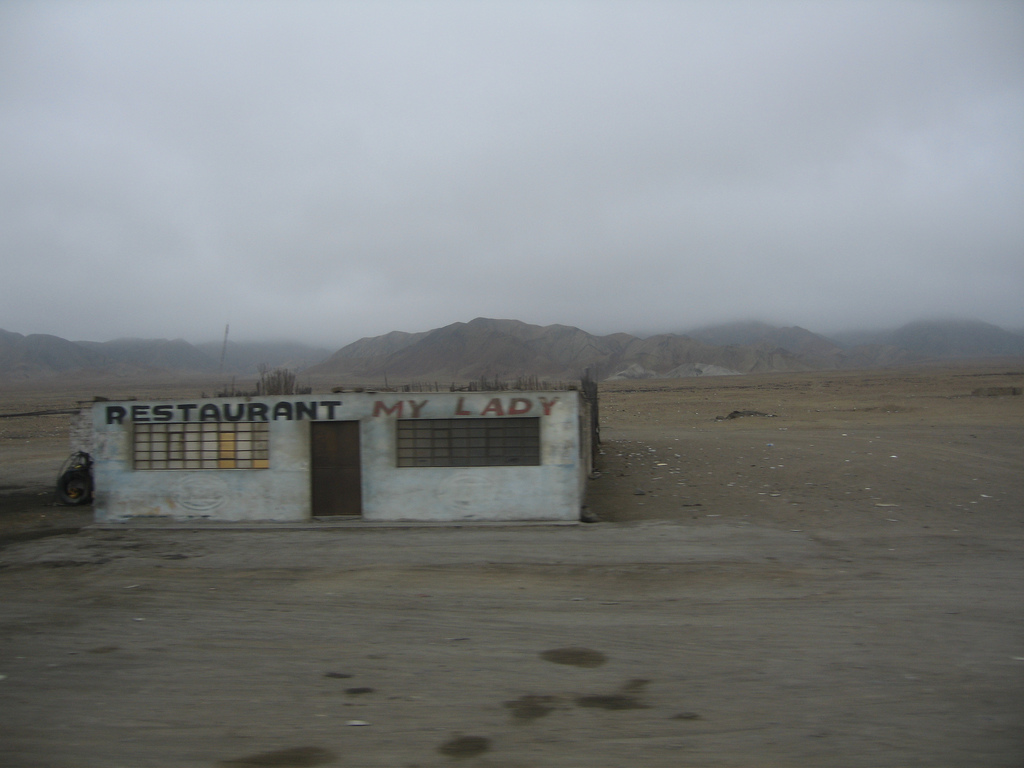
الصحراء بين ليما وتروخيو في البيرو. حيث يمكن رؤية جبال الأنديز التي يحجبها الضباب في الخلفية.